# St. Wendelin (Frastanz)

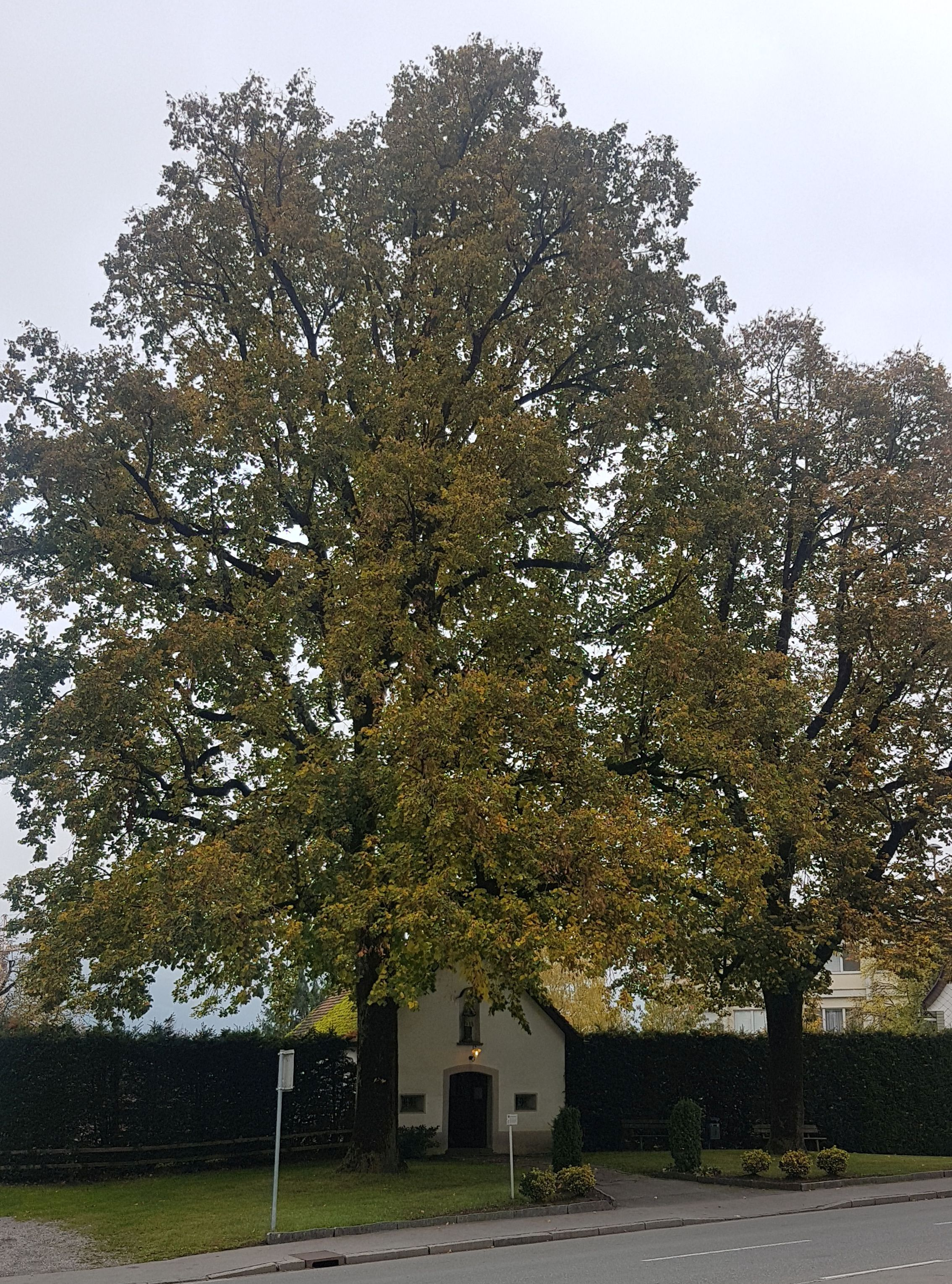
St. Wendelin unter Sommerlinden

Die römisch-katholische denkmalgeschützte (Listeneintrag) Kapelle Sankt Wendelin in der Parzelle St. Wendelin der Marktgemeinde Frastanz im Bezirk Feldkirch in Vorarlberg gehört zur Pfarre Frastanz und damit zum Dekanat Feldkirch in der Diözese Feldkirch. Ihr Schutzpatron ist der hl. Wendelin. 

## Lage, Verkehr und Gewässer

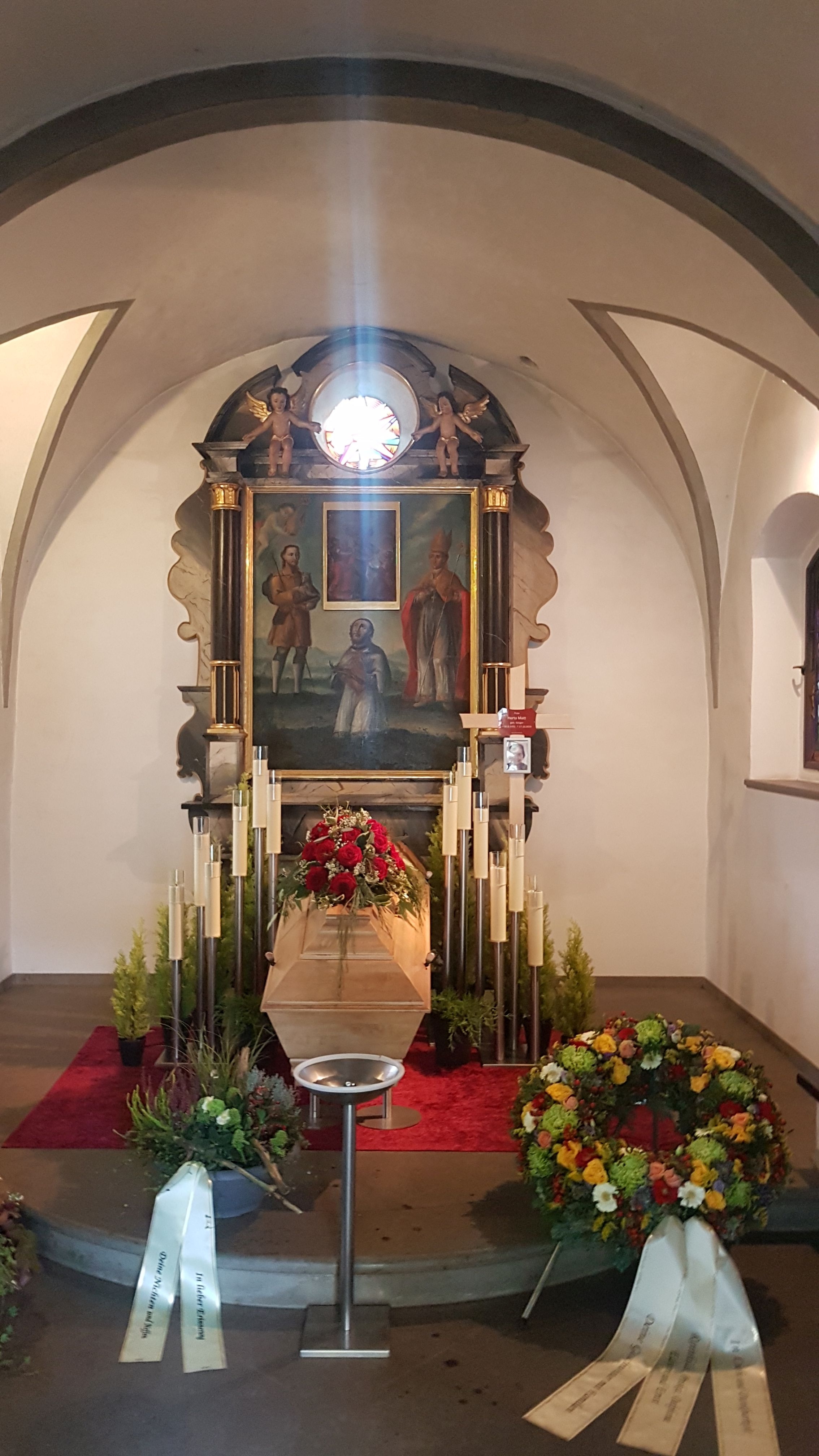
Altar und Aufbewahrung 2019 im Oktober

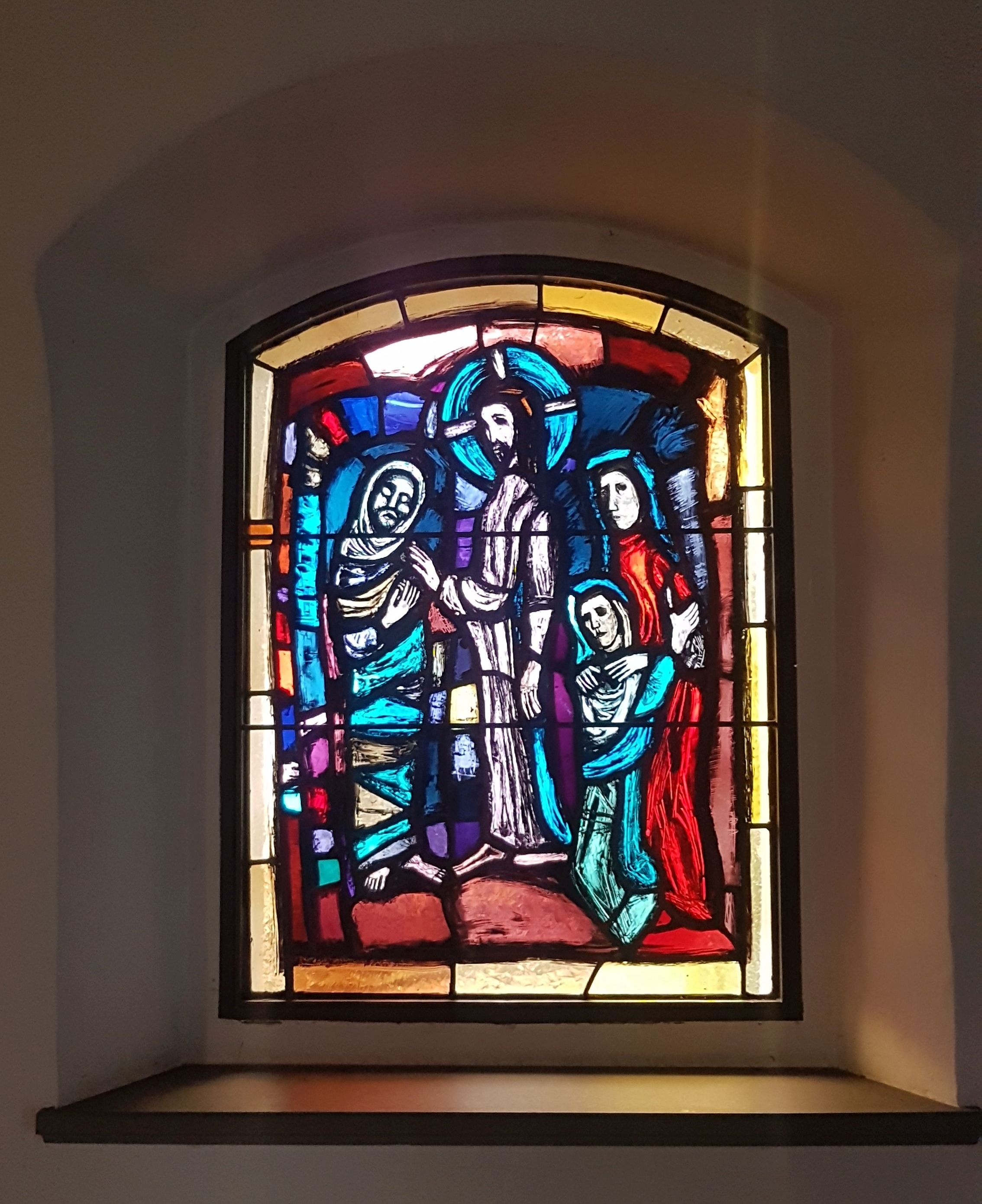
Glasfenster

Die Kapelle (etwa 494 m ü. A.) liegt mitten in der Marktgemeinde Frastanz. Nur 25 Meter neben der Kapelle fließt die Samina. Rings um die Kapelle sind mehrere Straßen als Beim Sankt Wendelin benannt. Unter anderem auch ein kurzes Teilstück der Landesstraße L67 (auch: Alte Landstraße genannt).

## Geschichte
Die Kapelle aus dem 15. Jahrhundert wurde nach der Schlacht bei Frastanz (1499) erneuert oder gänzlich neu gebaut. In der Kapelle soll noch im 19. Jahrhundert unter dem Vordach ein Schwert und eine Hellebarde verwahrt worden sein, die aus der Schlacht bei Frastanz stammten.
In einer Fassadennische ist eine Figur des hl. Johann Nepomuk aus dem 18. Jahrhundert. Die Glasgemälde stammen von Martin Häusle (1963). Die Kapelle wird heute als Aufbahrungshalle verwendet und ist nicht öffentlich zugänglich.
Die zwei bei der Kapelle befindlichen Sommerlinden (Tilia platyphyllos) sind seit 1973 als Naturdenkmale geschützt.